# Rigsarkivet
 Denne artikel omhandler Rigsarkivet i Danmark. For lignende institutioner i andre nordiske lande, se Riksarkivet.
Rigsarkivet (tidligere Statens Arkiver) er en statslig institution med styrelseslignende opgaver under Kulturministeriet og har til formål at indsamle og opbevare historiske kilder og at stille dem til rådighed for offentligheden. Rigsarkivet har over 250 medarbejdere fordelt over hele landet.
Rigsarkivets ledes af rigsarkivar Morten Ellegaard, der tiltrådte stillingen 1. marts 2023. Han kom da fra en stilling som afdelingschef i Københavns Kommune.

## Lokationer
Som følge af organisatoriske ændringer omdannedes Statens Arkiver i 2014 til en enhedsorganisation kaldet Rigsarkivet med placering fem steder i landet:
- Rigsarkivet, København (tidligere blot kaldet Rigsarkivet samt Landsarkivet for Sjælland).
- Rigsarkivet, Odense (tidligere kaldet Landsarkivet for Fyn og Dansk Data Arkiv).
- Rigsarkivet, Viborg (tidligere kaldet Landsarkivet for Nørrejylland).
- Rigsarkivet, Aabenraa (tidligere kaldet Landsarkivet for Sønderjylland).

Indtil d. 18. december 2015 fandtes også en læsesal i Aarhus kaldet Rigsarkivet, Aarhus (fra 1948 til 2014 dog kaldet Erhvervsarkivet).

## Læsesale
Rigsarkivet har læsesale følgende steder:
- Det Kgl. Bibliotek, Den Sorte Diamant, København
- Rigsarkivet, Odense
- Rigsarkivet, Viborg
- Rigsarkivet, Aabenraa

## Rigsarkivet, København
Det følgende omhandler Rigsarkivet, København, der siden 2020 har haft hovedsæde beliggende på Kalvebod Brygge 34.

### Historie
I den tidlige middelalder førte kongerne arkivalierne med sig, når de rejste rundt i riget. Senere blev der oprettet faste arkiver ved domkirkerne i Roskilde og Lund. Margrethe 1. oprettede et fast arkiv i det store tårn Folen på Kalundborg Slot. Under Christoffer af Bayern blev der oprettet et administrationsarkiv på Københavns Slot, og i 1582 samledes alle arkiver i Hvælvingen på Københavns Slot. I 1720 ryk Gehejmearkivet, som det nu kaldtes, ud af slottet og fik sin egen bygning på Slotsholmen.
I 1889 blev Rigsarkivet dannet ved sammenslutning af Gehejmearkivet og Kongerigets arkiv.

### Arkivets bygninger
Rigsarkivet, København havde indtil 2020 til huse på Slotsholmen i København i en række ældre bygninger: Gehejmearkivbygning (fra 1720), Frederik 3.s biblioteksbygning (fra 1673), Den Zuberske bygning (fra 1785), samt dele af Provianthuset (påbegyndt 1603).
Arkivet har nybyggede magasiner på Kalvebod Brygge i København. De nye magasiner, der også rummer kontorer, opfylder moderne sikkerhedskrav og krav til klimastyring.

## Organisation og opgaver
Rigsarkivet består af 11 enheder, der har hver deres ansvarsområder:
- Direktionen varetager Rigsarkivets daglige ledelse og har det overordnede faglige og strategiske ansvar for Rigsarkivets arbejde og udvikling.
- Brugerservice sikrer sammenhængen og anvendeligheden af de tilbud, som Rigsarkivet stiller til rådighed for alle.
- Økonomi & Magasiners ansvarsområde dækker over Rigsarkivets økonomifunktion, samlingen af fysiske arkivalier og driften af bygninger.
- Ledelsessekretariatet er bindeled mellem Rigsarkivet og Kulturministeriet, understøtter Rigsarkivets direktion og ledelse og har ansvar for Rigsarkivets kommunikation.
- Indtægtsgivende Aktiviteter har ansvaret for alle ydelser og aktiviteter, som brugere og myndigheder kan købe hos Rigsarkivet.
- Retrodigitalisering stiller papirarkivalier til rådighed digitalt ved digital fotografering, scanning og publicering på Rigsarkivets online services.
- Dataformidling udstiller Rigsarkivets data på nye måder, så alle kan bruge de data der findes i Rigsarkivets samlinger.
- Digital Bevaring har ansvaret for at modtage, teste og bevare digitalt fødte og digitaliseret data.
- Indsamling har ansvaret for at udvælge og indsamle den dokumentation, som i fremtiden afspejler det danske samfund bedst muligt.
- IT-enheden har ansvaret for udvikling og drift af Rigsarkivets centrale it-funktioner.
- Dokumentation har til opgave at finde og udlevere data fra Rigsarkivets samlinger til borgerne efter reglerne i arkivloven og i loven om tidlig pension.
- Adgang & Egenacces arbejder for at gøre ikke-umiddelbart tilgængelige data tilgængelige for borgerne ved individuel sagsbehandling efter reglerne i arkivloven.
- HR & Jura Arkiveret 26. april 2023 hos  Wayback Machine har ansvaret for en række stabs- og støttefunktioner inden for løn og personaleadministration, ledelsesstøtte og visse tværgående sekretariatsfunktioner.

Rigsarkivet er desuden ansvarlig for offentlig heraldik i Danmark og har siden 1985 fungeret som Statens Heraldiske Konsulent, der behandler sager, som vedrører brug af rigsvåbenet og rådgiver offentlige myndigheder i spørgsmål om, hvordan offentlige våbener, segl og emblemer må bruges og udformes. Dermed sikres, at brugen af kongekronen og offentlige våbener er i overensstemmelse med de heraldiske principper.
Jf. Arkivloven kan statens myndigheder og institutioner, Folkekirken samt anerkendte trossamfund kun aflevere deres arkivalier til Rigsarkivet. Derudover indsamles arkiver fra private personer og organisationer, hvis deres indhold skønnes af blivende værdi. Samlingerne dokumenterer i ord og billeder vores fælles historie de sidste 800 år, det danske demokratis og retsvæsens udvikling, store begivenheder og personligheder der har haft historisk betydning, konger og dronninger og helt almindelige danskeres liv og levned gennem tiderne.

## Søgemuligheder
I arkivdatabasen Daisy kan findes indholdsfortegnelser over de arkiver, der findes i Rigsarkivet.
I Arkivalieronline findes alle Rigsarkivets digitaliserede dokumenter. Ca. 2 % af samlingerne er digitaliseret.
Søg i Rigsarkivets samling af digitalt skabte data.